# نوكاردية أريزونية
نوكاردية أريزونية (الاسم العلمي: Nocardia arizonensis) هي نوع من البكتيريا تتبع جنس النوكاردية من فصيلة النوكارديات.